# یواس‌اس بیرگیت (ای‌کی‌ای-۲۴)
یواس‌اس بیرگیت (ای‌کی‌ای-۲۴) (به انگلیسی: USS Birgit (AKA-24)) یک کشتی بود که طول آن ۴۲۶ فوت (۱۳۰ متر) بود. این کشتی در سال ۱۹۴۴ ساخته شد.